# ジョアンナブリッグス研究所
ジョアンナブリッグス研究所(英:Joanna Briggs Institute、略称JBI)は、オーストラリアのアデレード大学に本部を構える非営利国際団体である。世界40カ国以上に64を超えるJBI提携センターがある。1996年に設立された。日本では大阪大学に2010年に設置されたThe Japan Centre for Evidence Based Practiceが最初で唯一の提携センターである。
ジョアンナブリッグス研究所は、根拠に基づくヘルスケア実践(Evidence Based Health Care Practice)を世界的に推進することを使命とし、提携センターとともに世界の主要な調査文献を検証し、ヘルスケア専門職に関連する多数の研究分野についてシステマティックレビューを含むさまざまなエビデンスの資料を作成し世界各国の利用者に発信している。
JBIの対応分野は看護・助産・保健領域であり、コクラン・ライブラリあるいはコクラン共同計画の看護版として紹介されることもある。ジョアンナブリッグス研究所の役割として、科学的な証拠の評価と統合を行うシステマティックレビュー、それを伝えること、そしてヘルスケアの実践においてそうした知識が活用されることを促進することである。

## 役割
ジョアンナブリッグス研究所の役割は、国際的なコラボレーションを促進し以下の3つを推進することにより、利用可能で適切、有用かつ効果的なヘルスケアの実践とヘルスケアへ与える影響を特定することである。
エビデンスの統合(evidence synthesis)
エビデンスの評価と統合を行う方法を発展させ、システマティックレビューと研究文献の分析を行う
エビデンスの伝達(evidence transfer)
保健システム、保健医療の専門家や消費者に情報を提供するために、様々な様式で世界的に情報を広める
エビデンスの活用(evidence utilisation)
エビデンスの効果的な実施とその実施がヘルスケア実践や効果に与える影響を評価することを促進する

## 設立
ジョアンナブリッグス研究所は、1996年にオーストラリアのアデレード大学提携病院である王立アデレード病院内に設立されたが、現在アデレード大学健康科学部に属する。ジョアンナ・ブリッグス（Joanna Briggs）は、王立アデレード病院の初代看護部長の名である。
研究所のロゴは、水面に落ちる小石がモチーフになっている。小さな石でも水に投げ込まれると水面に波紋を広げていくように、1つの行為・情報が継続的な変化への引き金となっていく様を表す。

## JBI COnNECT+
JBI COnNECT+は、ジョアンナブリッグス研究所（JBI）とJBI提携センターによって作成・編纂された文書データベースである。COnNECTは、Clinical Online Necwork of Evidence for Care and Therapeuticsの頭文字の略である。
収められている文書には、システマティックレビュー、エビデンス・サマリー(Evidence Summary)、ベストプラクティス・インフォメーションシート(Best Practice Information Sheet)、消費者インフォメーションシート(Consumer Information Sheet)などがある。
購読登録者のみ利用可能であるが、非登録者でも文書検索・タイトル一覧表示までは可能である。
現在は、全て英語での表示であるが、日本の提携センターによって日本語への翻訳作業が進められており、将来的には日本語で購読も可能となる見込みである。